# Duncan Free
Duncan Seth Free (Hobart, 25 de mayo de 1973) es un deportista australiano que compitió en remo.
Participó en cuatro Juegos Olímpicos de Verano, obteniendo dos medallas, bronce en Atlanta 1996 (cuatro scull) y oro en Pekín 2008 (dos sin timonel), el cuarto lugar en Sídney 2000 y el séptimo en Atenas 2004, en el cuatro scull.
Ganó cuatro medallas en el Campeonato Mundial de Remo entre los años 1997 y 2007.
En 2009 fue condecorado con la Medalla de la Orden de Australia (OAM).

## Palmarés internacional
| Juegos Olímpicos   | Juegos Olímpicos         | Juegos Olímpicos  | Juegos Olímpicos |
| Año                | Lugar                    | Medalla           | Prueba           |
| ------------------ | ------------------------ | ----------------- | ---------------- |
| 1996               | Atlanta (Estados Unidos) | Medalla de bronce | Cuatro scull     |
| 2008               | Pekín (China)            | Medalla de oro    | Dos sin timonel  |
| Campeonato Mundial |                          |                   |                  |
| Año                | Lugar                    | Medalla           | Prueba           |
| 1997               | Aiguebelette (Francia)   | Medalla de bronce | Doble scull      |
| 1999               | St. Catharines (Canadá)  | Medalla de bronce | Cuatro scull     |
| 2006               | Eton (Reino Unido)       | Medalla de oro    | Dos sin timonel  |
| 2007               | Múnich (Alemania)        | Medalla de oro    | Dos sin timonel  |